# Cidlina (Železnice)
Cidlina je malá vesnice, část města Železnice v okrese Jičín. Nachází se asi 3,5 km na severozápad od Železnice. Prochází tudy železniční trať Mladá Boleslav – Stará Paka. V roce 2009 zde bylo evidováno 33 adres. V roce 2001 zde trvale žilo 50 obyvatel.
Cidlina je také název katastrálního území o rozloze 4,44 km². V katastrálním území Cidlina leží i Březka, Doubravice a Pekloves.

## Pamětihodnosti
- Přírodní památka Cidlinský hřeben
- Vodní mlýn (č.p. 10)

## Fotogalerie

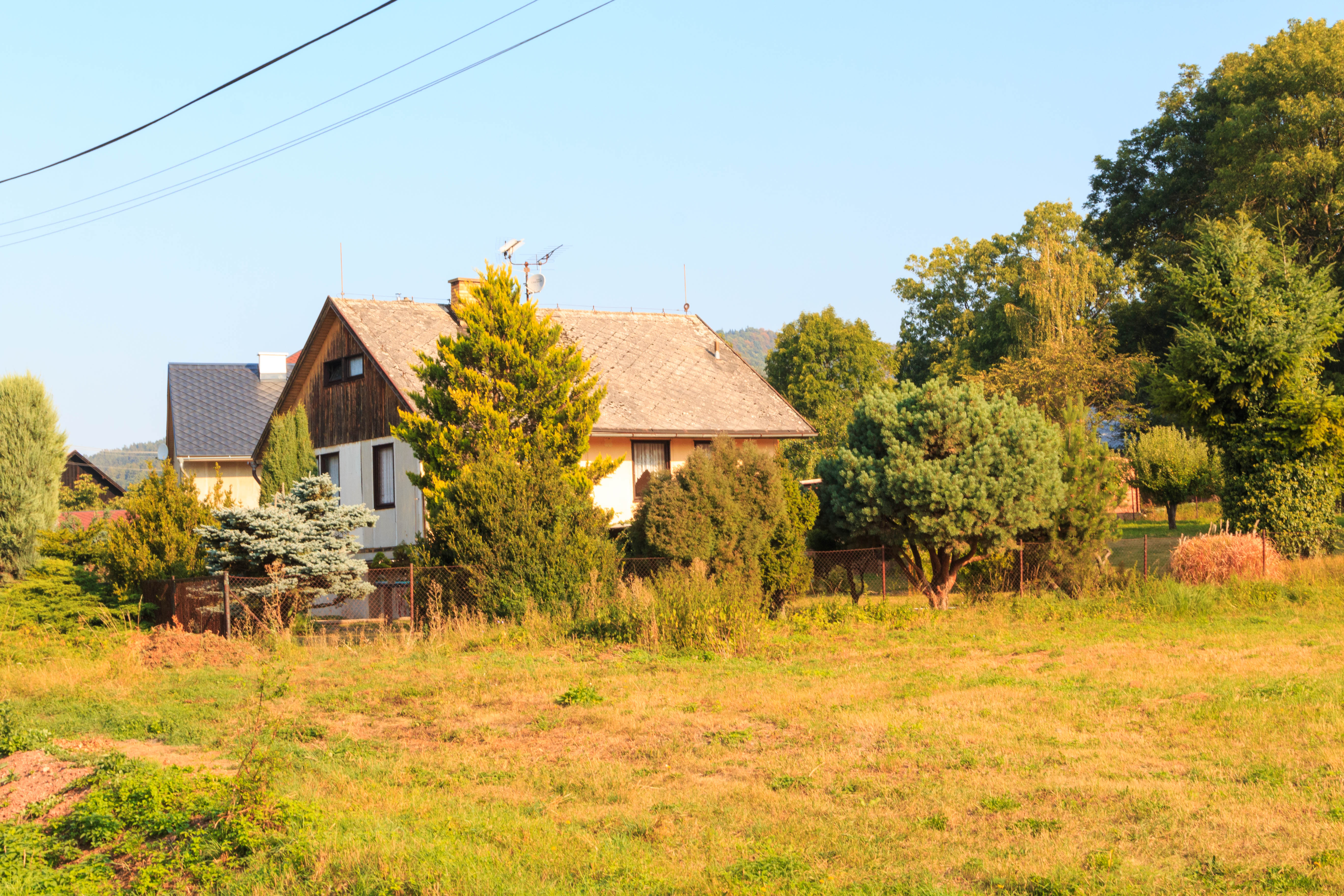
Cidlina u Železnice – čp. 35
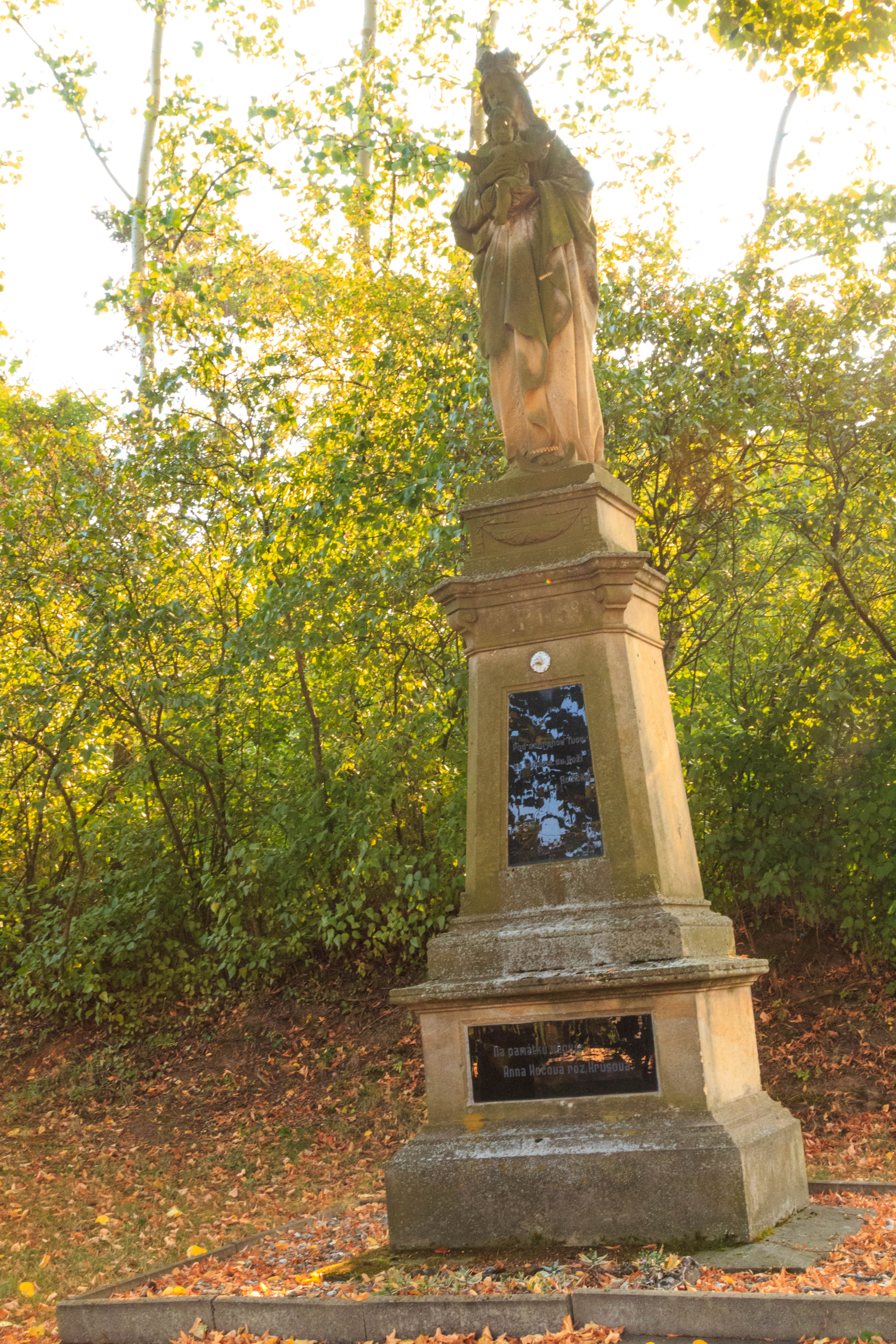
Cidlina u Železnice – socha Panny Marie
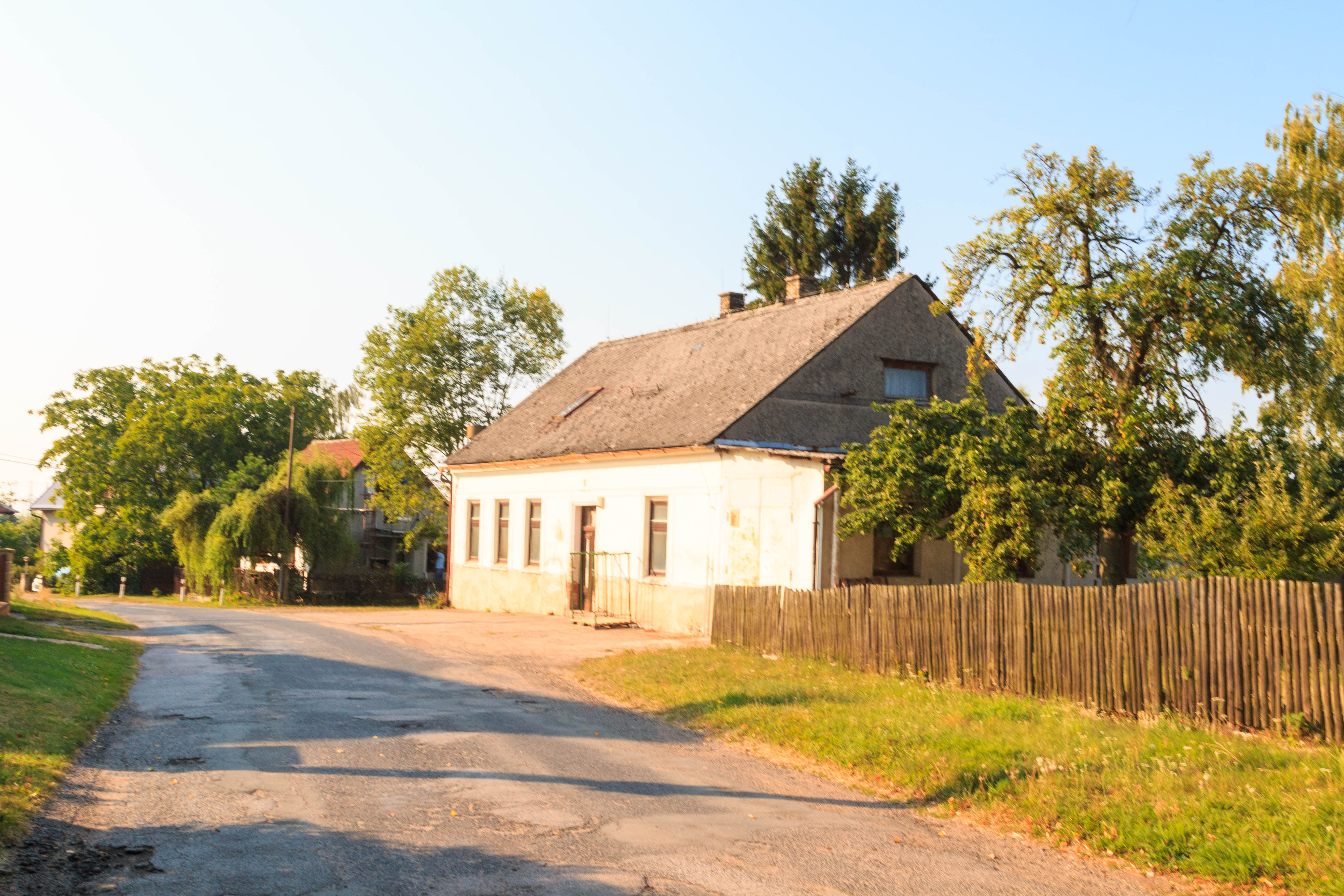
Cidlina u Železnice – čp. 22
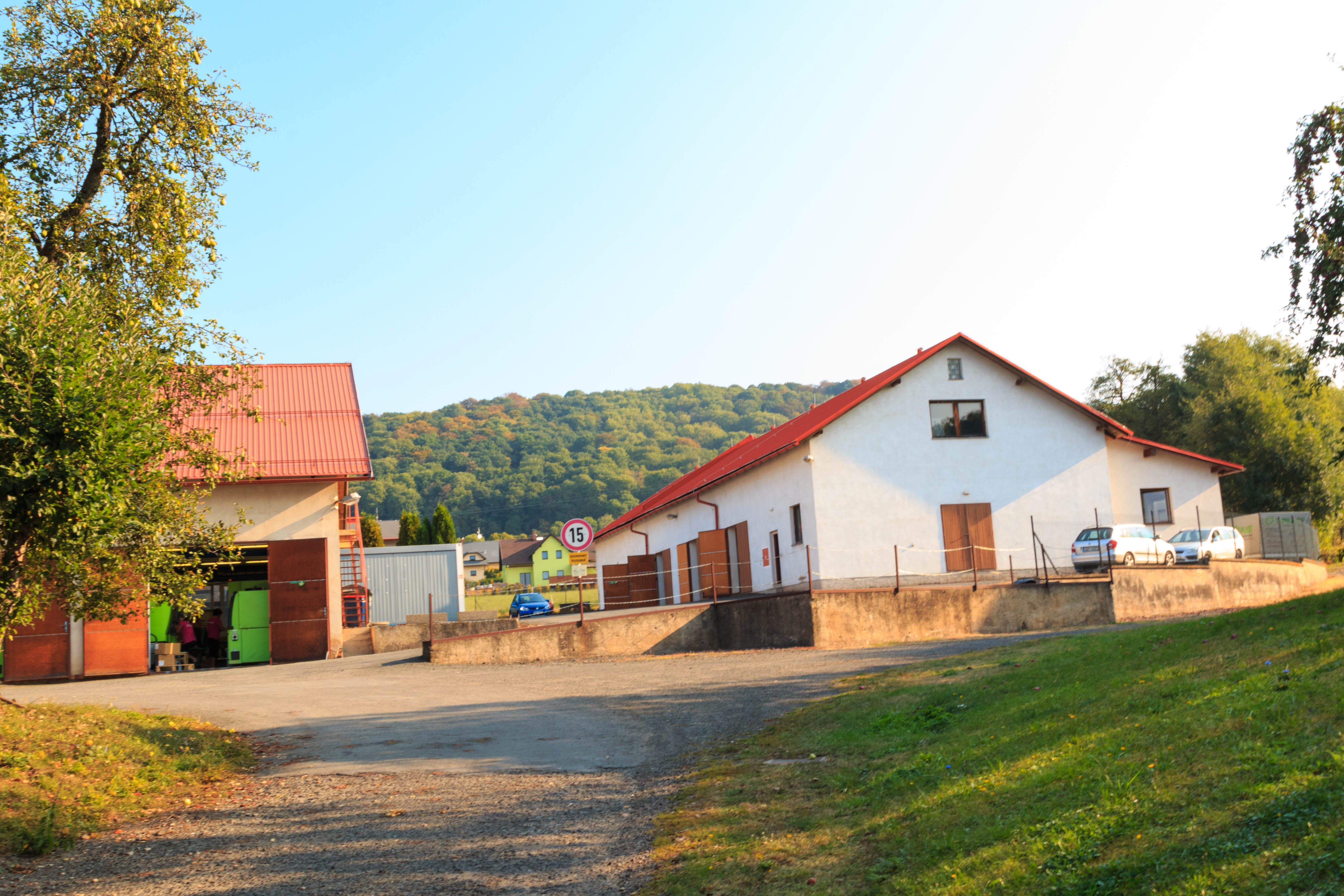
Cidlina u Železnice – čp. 37